# Dovre (Wisconsin)
Dovre es un pueblo ubicado en el condado de Barron en el estado estadounidense de Wisconsin. En el Censo de 2010 tenía una población de 849 habitantes y una densidad poblacional de 9,3 personas por km².

## Geografía
Dovre se encuentra ubicado en las coordenadas 45°15′17″N 91°36′22″O / 45.25472, -91.60611. Según la Oficina del Censo de los Estados Unidos, Dovre tiene una superficie total de 91.33 km², de la cual 91.08 km² corresponden a tierra firme y (0.27%) 0.25 km² es agua.

## Demografía
Según el censo de 2010, había 849 personas residiendo en Dovre. La densidad de población era de 9,3 hab./km². De los 849 habitantes, Dovre estaba compuesto por el 99.53% blancos, el 0.24% eran afroamericanos, el 0% eran amerindios, el 0.12% eran asiáticos, el 0% eran isleños del Pacífico, el 0% eran de otras razas y el 0.12% pertenecían a dos o más razas. Del total de la población el 0.82% eran hispanos o latinos de cualquier raza.